# Apparizione della Vergine a san Bernardo (Fra Bartolomeo)

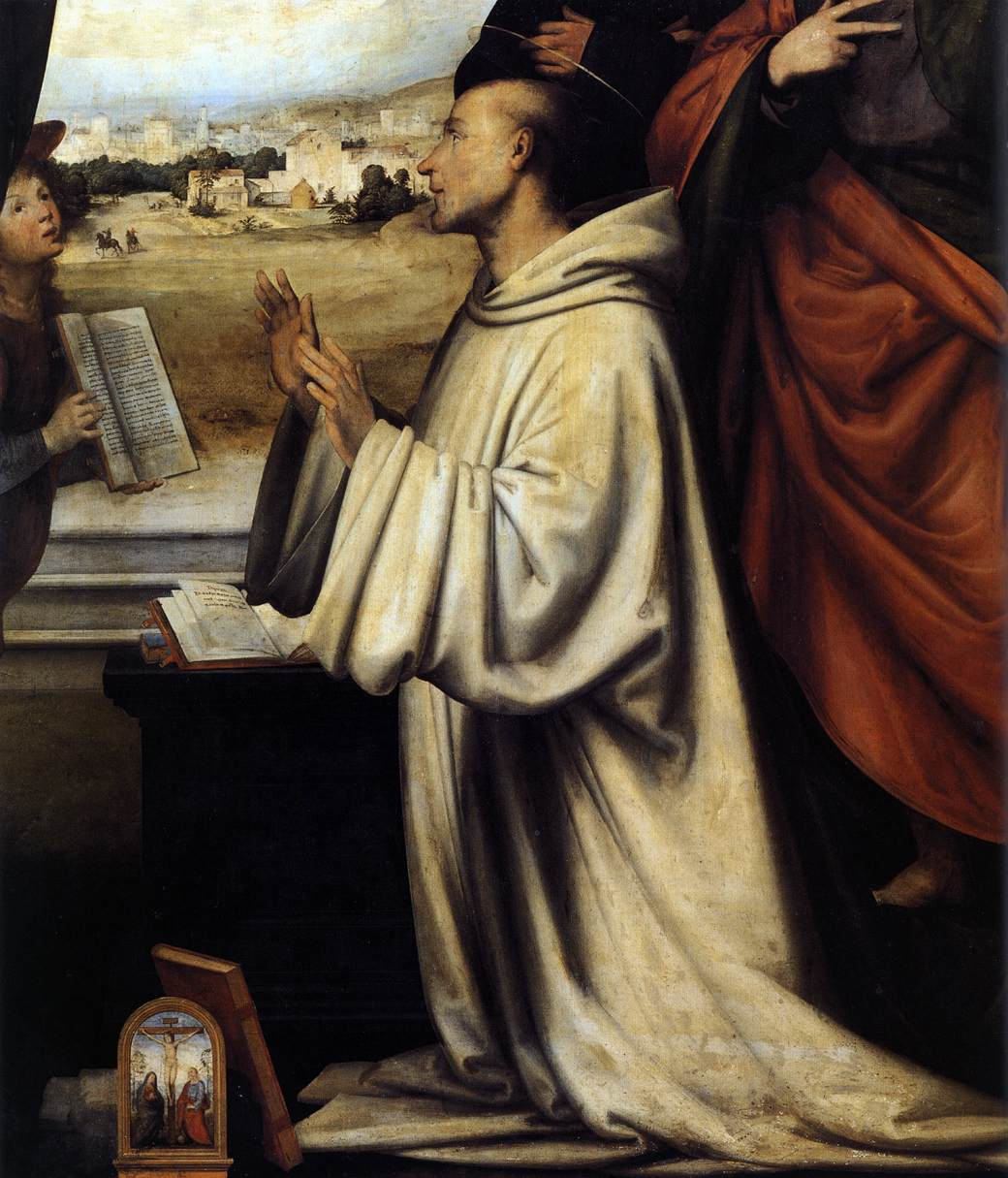
Dettaglio

L'Apparizione della Vergine a san Bernardo è un dipinto a olio su tavola (215x231 cm) di Fra Bartolomeo, databile al 1504-1507 e conservato negli Uffizi di Firenze.

## Storia
Nel 1504, dopo che Bartolomeo aveva preso i voti ormai da quattro anni, fu lo stesso priore del convento di San Marco in cui si trovava a suggerirgli di rimettere mano alla pittura, che non aveva più praticato dalla presa del saio domenicano. Fu così che l'artista mise su un piccolo atelier nello stesso convento e il 18 novembre 1504 ricevette una prima commissione da Bernardo Del Bianco, per una pala d'altare destinata alla Badia Fiorentina. L'opera venne completata e consegnata solo nel 1507, quando il committente versò il saldo del pagamento. Venne installata nella cappella familiare nella chiesa, creata appositamente da Benedetto da Rovezzano.
Nel 1627, con la demolizione della cappella originaria, la pala fu spostata in sagrestia. Rimasta in chiesa fino alle soppressioni napoleoniche, finì, come tutte le opere maggiori di chiese e conventi fiorentini, alla Galleria dell'Accademia da poco istituita, nel 1810. Nel 1945, col riordino delle collezioni statali fiorentine, venne destinata infine agli Uffizi.
Oggi nella Badia si trova un altro capolavoro di analogo soggetto, l'Apparizione della Vergine a san Bernardo di Filippino Lippi.

## Descrizione e stile
La prima opera dopo la profonda crisi mistica in seguito alla cattura e morte del Savonarola mostra un forte senso mistico. Iconograficamente l'artista si riferisce all'analoga opera di Perugino, dalla quale deriva la posa del santo, il candido saio e l'attitudine contemplativa. Più articolata però è la metà sinistra, quella della Vergine, dove si affollano una serie di angeli che sembrano spingere per fare avanzare la Madonna. A destra invece bilancia il gruppo di Bernardo la presenza di due santi, Benedetto e Barnaba.
Sullo sfondo si vede un luminoso paesaggio con una città, mentre a destra, su una rupe, è inscenato un San Francesco che riceve le stimmate, a sottolineare la comunione tra le diverse forme di religiosità: Benedettini, Domenicani e Francescani. Una piccola tavoletta con la Crocifissione si trova appoggiata a un libro al centro della composizione in basso, un motivo devozionale ripreso dall'esempio di Beato Angelico nella Pala di San Marco.
Il colorito è corposo e florido, la composizione mossa che sembra anticipare gli sviluppi della Maniera moderna. I movimenti infatti sembrano come rallentati, rendendo gesti e sguardi più magniloquenti. Le fisionomie aguzze delle teste degli angeli dimostrano invece una citazione dei modi capricciosi di Piero di Cosimo.
Il racconto miracoloso appare normalizzato nel quotidiano, enfatizzato solo dall'imponenza delle forme michelangiolesche.